# 木屋町通

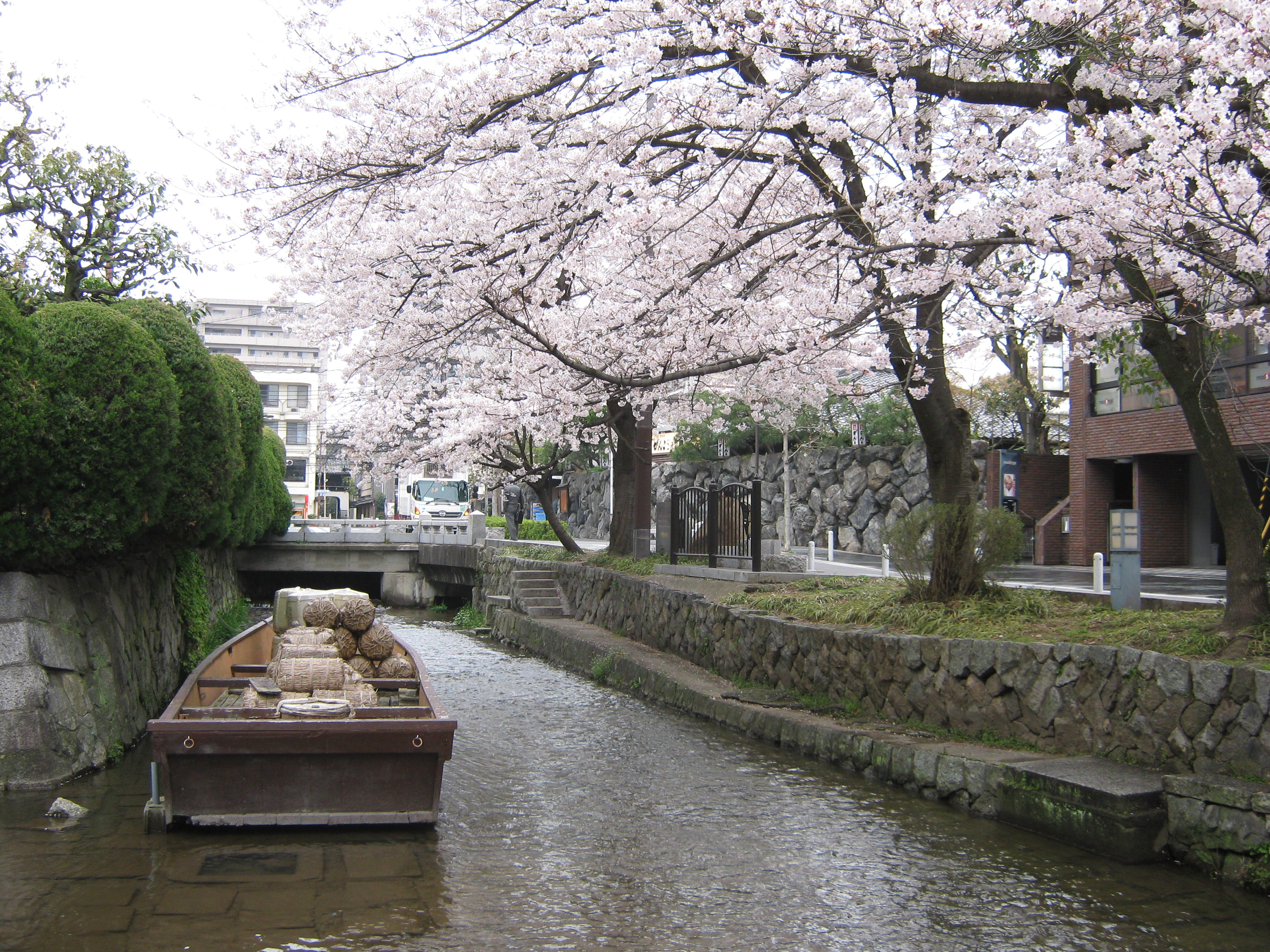
木屋町通と高瀬川

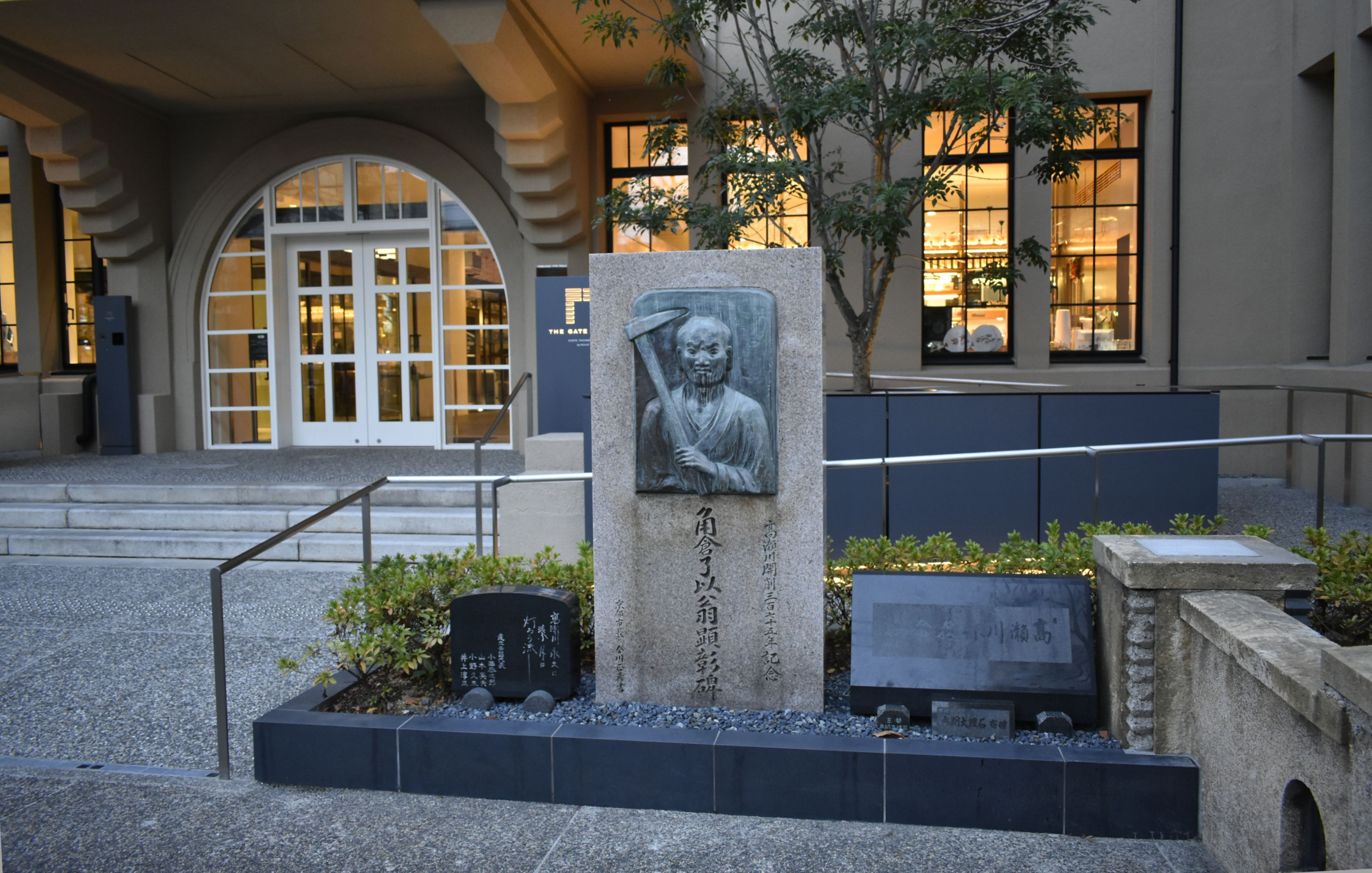
立誠ガーデン ヒューリック京都・角倉了以顕彰碑

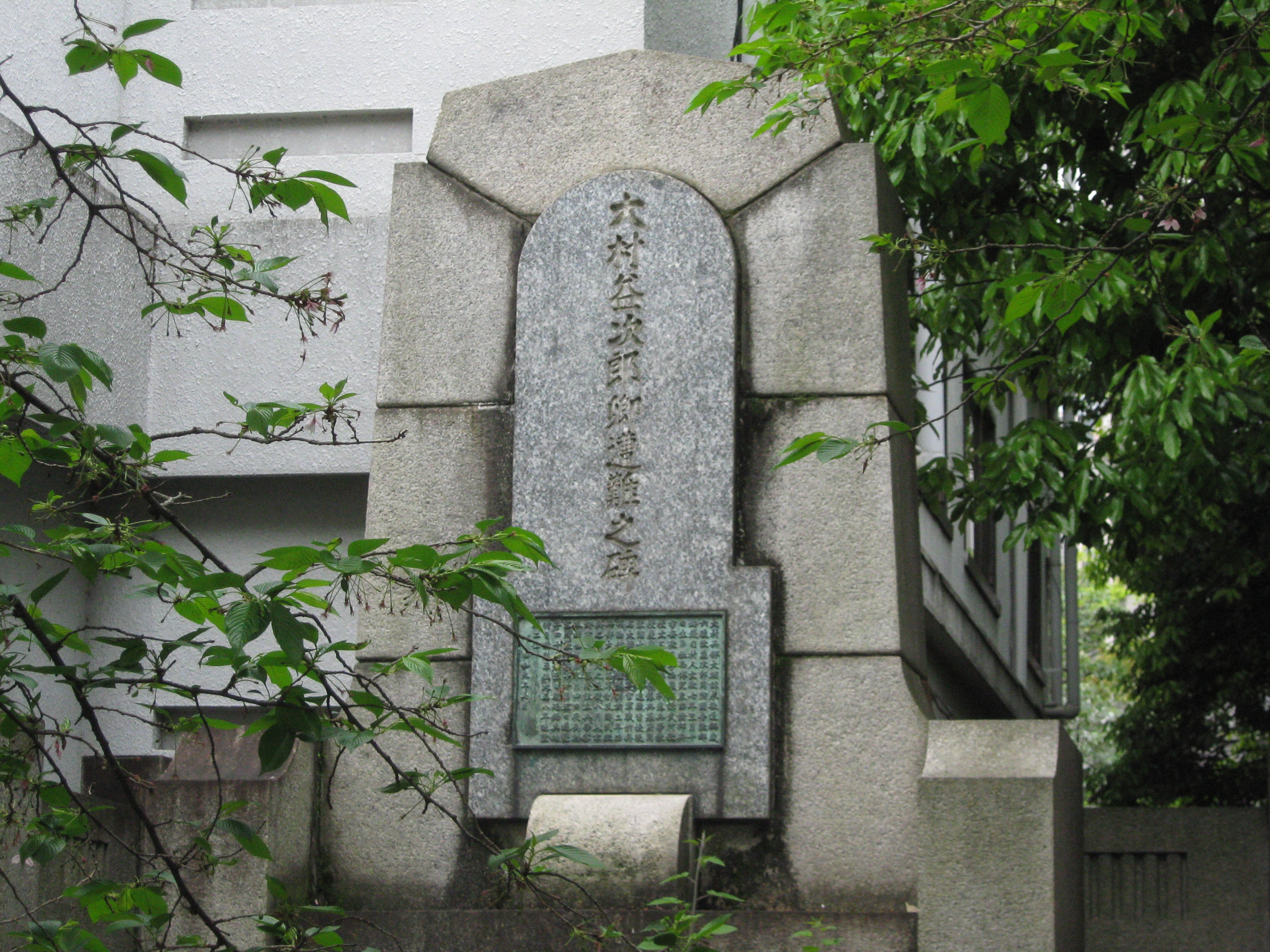
木屋町通・大村益次郎遭難の碑

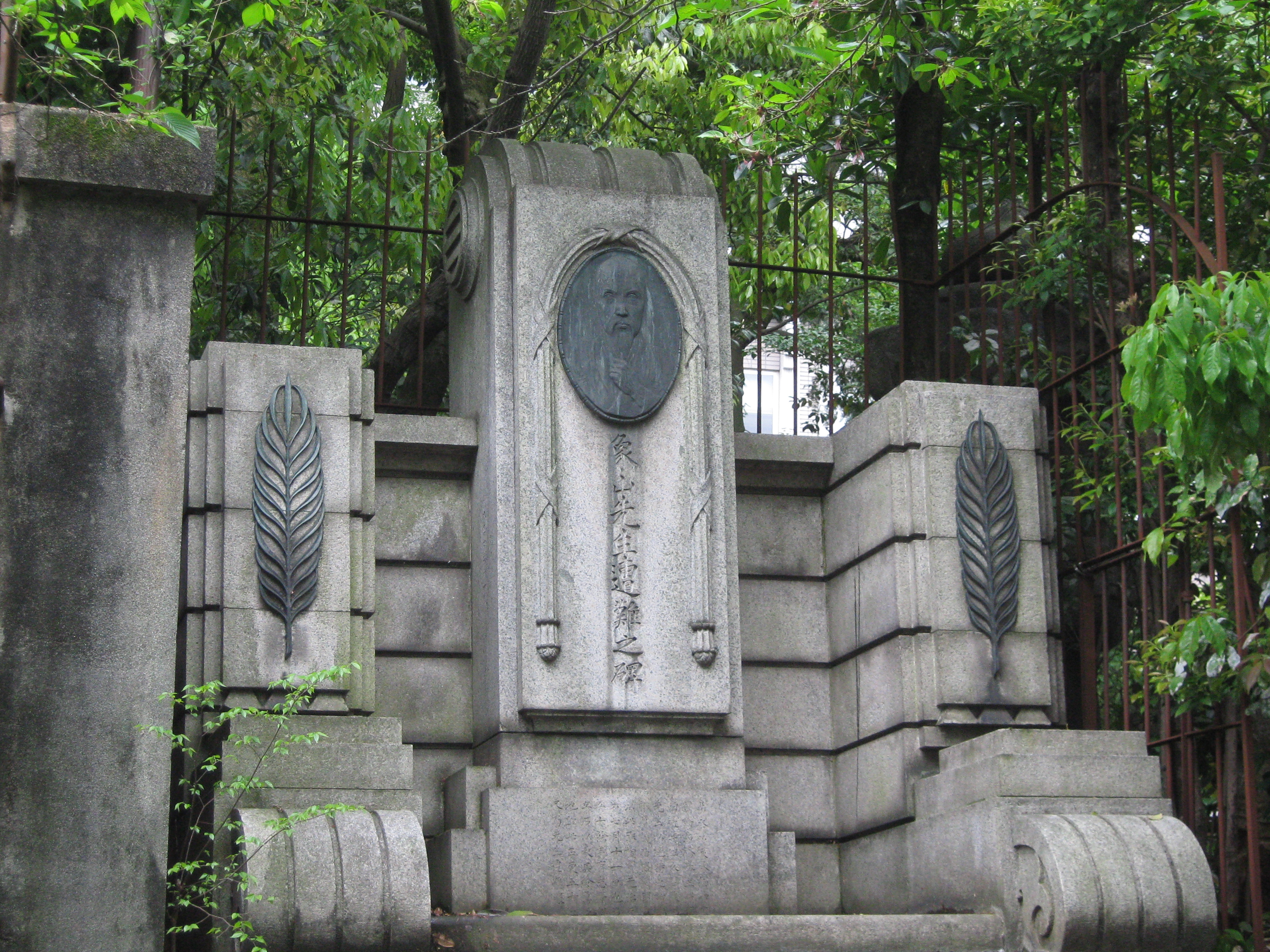
木屋町通・佐久間象山遭難の碑

木屋町通、木屋町通り（きやまちどおり）は、京都市の南北の通りの一つである。北は二条通から南は七条通まで、全長約2.8キロメートルの道路である。先斗町の西にあり、高瀬川の東側に沿って中京区・下京区を貫通する。
略称木屋町（きやまち）は、東西の通り名と合わせて頻用され、また通り沿い・高瀬川沿いの二条・五条間の地域を「木屋町」と通称する。
三条通から南では、一部を除き高瀬川西岸に西木屋町通（にしきやまちどおり）が並走する。

## 略歴
慶長年間（1596年 - 1615年）の角倉了以の高瀬川開削に伴って、1611年（慶長16年）に二条樵木町（現在の中京区上樵木町付近）を起点に開通した。開通当時のこの通りは、「樵木町通」と呼ばれていた。
江戸時代初期（17世紀）、大坂（現在の大阪府大阪市）や伏見（現在の京都市伏見区）から薪炭・木材が高瀬舟に積まれて集まり、材木問屋・材木商が倉庫や店舗を立ち並べるようになったため、「木屋町」と呼ばれた。木屋町周辺には材木町、紙屋町、鍋屋町、米屋町などの地名が残っている。1762年（宝暦12年）に刊行された『京町鑑』には、「木屋町」を「北二条通より南五条迄」と定義し記載している。
江戸時代中期（18世紀）には、この通りを往来する旅人や商人を目当てに、料理屋や旅籠、酒屋などが店を構えるようになり、酒楼娯楽の場へと姿を変えた。幕末（19世紀）には勤皇志士が密会に利用したため、坂本龍馬や桂小五郎らの潜居跡や事跡の碑が繁華街のあちこちに立っており、大村益次郎や本間精一郎、佐久間象山などが殉難している。
1895年（明治28年）には、二条 - 五条間に京都電気鉄道（のちに買収され京都市電木屋町線）の路面電車が開通した。1920年代（大正末年 - 昭和初年）に河原町通が拡幅されたことにより、市電のルートは河原町線に移った。
1935年（昭和10年）6月29日に発生した京都大水害では、三条以南の家屋のほとんどが階下が浸水する被害を受けた。

## 現状
高瀬川の側にサクラが植栽され、歩道を場所により車道側に飛び出させて車の高速走行を押さえるなど、整備がされている。三条通から四条通までを中心に、喫茶店、バー、スナック、料亭などに加え、各国料理レストランなど所狭しと並んでいる。風俗営業店の増加に伴い、地元が治安対策の運動を行っている。
2003年（平成15年）、京都市が地区としての「木屋町」を、「木屋町界隈」（きやまちかいわい）として「美しいまちづくり重点地区」に指定した。
2016年（平成28年）、京都府暴力団排除条例が改正されたことを契機に、木屋町界隈に暴力団排除特別強化地域が設定。暴力団員等によるみかじめ料の要求も、飲食業者などからの支払いも禁止された。なお、支払った側にも1年以下の懲役又は50万円以下の罰金が課される。